# وسوسه فریبنده
وسوسه فریبنده (انگلیسی: Glamorous Temptation؛‏ کره‌ای: 화려한 유혹) یک مجموعه تلویزیونی محصول کره جنوبی سال ۲۰۱۵ با بازی جو سانگ ووک، چوی کانگ هی، چا یه ریون و جونگ جین یونگ است. این مجموعه از ۵ اکتبر ۲۰۱۵ تا ۲۲ مارس ۲۰۱۶ از ام‌بی‌سی، روزهای دوشنبه و سه‌شنبه ساعت ۲۲:۰۰ (کی‌اس‌تی) از ام‌بی‌سی پخش شد.